# Dänischer Fußballpokal 1988/89
Der Dänische Fußballpokal 1988/89 war die 35. Austragung des dänischen Pokalwettbewerbs der Männer. Er wurde vom dänischen Fußballverband ausgetragen. Das Finale fand traditionell am Himmelfahrtstag (4. Mai 1989) im Københavns Idrætspark von Kopenhagen statt. Pokalsieger wurde Vorjahresfinalist Brøndby IF, der sich im Finale gegen Ikast FS durchsetzte.
Das Halbfinale wurde in Hin- und Rückspiel entschieden. In den anderen Runden wurden die Begegnungen in einem Spiel ausgetragen. Bei unentschiedenem Ausgang wurde zur Ermittlung des Siegers eine Verlängerung gespielt. Stand danach kein Sieger fest, folgte ein Elfmeterschießen.

## 1. Runde
Es nahmen 66 Mannschaften von der dritten Klasse abwärts sowie die 14 Zweitligisten teil.

## 2. Runde
Teilnehmer waren die 40 Sieger der ersten Runde und vier Erstligisten.

## 3. Runde
Teilnehmer: Die 22 Sieger der zweiten Runde und zehn weitere Vereine aus der 1. Division 1988.
|                      | Ergebnis              |                |
| -------------------- | --------------------- | -------------- |
| BK Avarta            | 4:1                   | Nyborg G&IF    |
| B 1903 Kopenhagen    | 1:0 n. V.             | B 1913 Odense  |
| IF Skjold Birkerød   | 1:3                   | Helsingør IF   |
| Dragør BK            | 1:3                   | B 1909 Odense  |
| Esbjerg fB           | 3:2                   | Nørresundby BK |
| BK Frem Kopenhagen   | 0:1                   | Ølstykke FC    |
| Hasle BK             | 0:1                   | Kastrup BK     |
| Herfølge BK          | 2:0                   | Vejle BK       |
| Herning Fremad       | 0:1                   | Silkeborg IF   |
| Hvidovre IF          | 3:1                   | Thisted FC     |
| Kjøbenhavns Boldklub | 0:1 n. V.             | Aalborg BK     |
| Lyngby BK            | 0:2                   | Brøndby IF     |
| Næstved IF           | 2:2 n. V. (4:1 i. E.) | Roskilde BK    |
| Odense BK            | 1:1 n. V. (4:5 i. E.) | Aarhus GF      |
| Svendborg fB         | 0:3                   | Ikast FS       |
| Aabenraa BK          | 8:1                   | Slagelse B&I   |

## 4. Runde
Teilnehmer: Die 16 Sieger der dritten Runde.
|                   | Ergebnis  |               |
| ----------------- | --------- | ------------- |
| B 1903 Kopenhagen | 2:0       | Helsingør IF  |
| Brøndby IF        | 8:0       | Aabenraa BK   |
| Herfølge BK       | 0:1       | Esbjerg fB    |
| Hvidovre IF       | 2:1       | B 1909 Odense |
| Ikast FS          | 4:0       | Ølstykke FC   |
| Kastrup BK        | 3:1 n. V. | BK Avarta     |
| Næstved IF        | 0:2       | Aarhus GF     |
| Aalborg BK        | 2:1       | Silkeborg IF  |

## Viertelfinale
|                   | Ergebnis  |             |
| ----------------- | --------- | ----------- |
| Aarhus GF         | 0:3       | Ikast FS    |
| B 1903 Kopenhagen | 3:1       | Aalborg BK  |
| Brøndby IF        | 3:0 n. V. | Hvidovre IF |
| Kastrup BK        | 0:2       | Esbjerg fB  |

## Halbfinale
|            | Gesamt    |                   | Hinspiel | Rückspiel |
| ---------- | --------- | ----------------- | -------- | --------- |
| Ikast FS   | (a)2:2(a) | B 1903 Kopenhagen | 1:0      | 1:2       |
| Esbjerg fB | 2:4       | Brøndby IF        | 1:1      | 1:3       |

## Finale
| Paarung        | Brøndby IF – Ikast FS |
| Ergebnis       | 6:3 n. V. (3:3, 2:1) |
| Datum          | 4. Mai 1989 |
| Stadion        | Københavns Idrætspark, Kopenhagen |
| Zuschauer      | 11.600 |
| Schiedsrichter | John P. Nielsen |
| Tore           | 0:1 Klaus Granlund (6.) 1:1 Brian Laudrup (15.) 2:1 Kim Vilfort (39.) 2:2 Klaus Granlund (58.) 2:3 Klaus Granlund (68.) 3:3 Kim Vilfort (78.) 4:3 Brian Laudrup (106.) 5:3 Leif Nielsen (110.) 6:3 Kim Vilfort (113.)                      |
| Brøndby IF     | Peter Schmeichel – Bjarne Jensen, Lars Olsen, Kent Nielsen, Henrik Hansen – Per Frimann (78. Jens Madsen), Henrik Jensen, Kim Vilfort – Per Steffensen, Brian Laudrup, Bent Christensen (106. Leif Nielsen) Cheftrainer: Ebbe Skovdahl     |
| Ikast FS       | Mogens Krogh – Kim Eriksen, Hanning Larsen (91. Kent Hansen), Ejnar Rahbek, Jan Larsen – Sigurd Kristensen, Johnny Hansen (68. Flemming Linnebjerg), Jesper Thygesen – Ove Hansen, Klaus Granlund, Michael Larsen Cheftrainer: Anders Hust |